# Hélio Gonçalves Heleno
Dom Hélio Gonçalves Heleno (Cipotânea, 18 de maio de 1935 — Caratinga, 4 de setembro de 2012) foi um bispo católico brasileiro. Foi o quinto bispo da Diocese de Caratinga.

## Biografia
Dom Hélio Gonçalves Heleno nasceu a 18 de maio de 1935 em Cipotânea. Filho de José Francisco Heleno e Maria Francisca de Almeida, fez seus estudos em sua terra natal e no Seminário Menor de Mariana. Cursou filosofia (1955-1957) e teologia (1958-1961) no Seminário Maior São José, também em Mariana. Irmão mais novo de Dom José Gonçalves Heleno, bispo emérito de Governador Valadares.
Foi ordenado presbítero aos 3 de dezembro de 1961, em Mariana, por Dom Oscar de Oliveira. Na arquidiocese de Mariana foi vigário cooperador na paróquia de Entre Rios de Minas (1962-1965), pároco de São Pedro dos Ferros (1966-1971) e pároco de São Manoel, em Rio Pomba (1972-1978), onde também foi vigário forâneo.
Revalidou seus estudos filosóficos na Faculdade Dom Bosco de Filosofia, Ciências e Letras de São João del-Rei, com registro em Filosofia, Sociologia e História em 1972. Foi eleito bispo diocesano de Caratinga, aos 27 de novembro de 1978. Recebeu a sagração episcopal aos 22 de fevereiro de 1979 em São Manoel do Rio Pomba. Tomou posse em Caratinga aos 24 de março desse mesmo ano. Seu lema episcopal é Propter Regnum Dei (Por causa do Reino de Deus).

### Ordenações episcopais
Dom Hélio Gonçalves Heleno ordenou bispo:
- Dom Paulo Mendes Peixoto
- Dom José Moreira Bastos Neto

Concelebrou a ordenação de:
- Dom José Belvino do Nascimento
- Dom Eurico dos Santos Veloso
- Dom Roberto Gomes Guimarães
- Dom Odilon Guimarães Moreira

### Renúncia e falecimento
No dia 16 de fevereiro de 2011 foi aceito seu pedido de renúncia por limite canônico de idade, quando então tornou-se bispo emérito de Caratinga. Seu sussessor no encargo foi Dom Emanuel Messias de Oliveira, até então bispo de Guanhães.
No dia 4 de setembro de 2012 faleceu vítima de  pneumonia grave, falência múltipla dos órgãos, insuficiência respiratória e sepse foco pulmonar. Seu corpo foi enterrado na cripta da Catedral São João Batista em Caratinga.